# Disa katangensis
Disa katangensis là một loài thực vật có hoa trong họ Lan. Loài này được De Wild. mô tả khoa học đầu tiên năm 1902.